# كازوما ياماغوتشي
كازوما ياماغوتشي (باليابانية: 山口一真) هو لاعب كرة قدم ياباني، ولد في 17 يناير 1996 في طوكيو في اليابان. لعب مع كاشيما أنتلرز.

## وصلات خارجية
- كازوما ياماغوتشي على موقع رابطة كرة القدم اليابانية للمحترفين (اليابانية)
- كازوما ياماغوتشي على موقع قاعدة بيانات كرة القدم.إي يو (الإنجليزية)
- كازوما ياماغوتشي على موقع Soccerway.com (الإنجليزية)
- كازوما ياماغوتشي على موقع عالم كرة القدم.نت (الإنجليزية)